# Italijansko nogometno prvenstvo 1899
Italijansko nogometno prvenstvo 1899.
Zmagovalec prvenstva je bila Genoa.

## Kvalifikacije
27. marec, 2. in 9. april
| Ekipa #1              | Rez.         | Ekipa #2          |
| --------------------- | ------------ | ----------------- |
| Genoa                 | 2-0(predaja) | Sampierdarenese   |
| Ginnastica Torino     | 2-0(pod.)    | F.C. Torinese     |
| Internazionale Torino | 2-0          | Ginnastica Torino |

## Finale
| Ekipa #1 | Rez. | Ekipa #2              |
| -------- | ---- | --------------------- |
| Genoa    | 3-1  | Internazionale Torino |